# BMW R 6
Die BMW R 6 war 1937 das erste Motorrad der Bayerischen Motoren Werke in der 600-cm³-Klasse.

## Geschichte
Ein Jahr nach Einführung der sportlichen R 5 stellte BMW die R 6 im Februar 1937 auf der Internationalen Automobil- und Motorrad-Ausstellung (IAMA) in Berlin vor.
Bereits 1938 folgte die nahezu baugleiche R 61, jedoch mit der neu entwickelten Geradweg-Hinterradfederung.

### Entwicklung
BMW kombinierte einen neuen 600-cm³-Motor mit dem Getriebe und dem Fahrgestell der R 5. Der Motor mit neuem Tunnelgehäuse war als seitengesteuerter Langhuber mit 78 Millimetern Hub ausgelegt. Durch Vergrößerung der Zylinderbohrung wurde der Hubraum bereits ein Jahr später bei der R 71 auf 745 cm erhöht.
Die Positionierung des zentralen Luftfilters auf dem Getriebegehäuse wurde für alle zivilen BMW-Zweizylinder-Motorräder übernommen.

### Vermarktung
Mit einem Verkaufspreis von 1375 Reichsmark war die R 6 um 255 RM günstiger als die gleichstarke R 12 der 750-cm³-Klasse; 1850 Stück wurden 1937 gebaut.

## Technik
Die R 6 entsprach – mit Ausnahme des Motors – der R 5 des Baujahrs 1937. Deshalb gab BMW auch nur ein gemeinsames Handbuch und eine Ersatzteilliste für die Motorräder heraus.

### Motor
Der Motor war ein längs eingebauter Zweizylinder-Boxer-Viertaktmotor mit SV-Ventilsteuerung.

#### Aufbau
Das Motorgehäuse war ein Tunnelgehäuse, das heißt, es war nicht geteilt. Deshalb musste die Kurbelwelle beim Zusammenbau des Motors von Hand durch eine vordere Öffnung in das Gehäuse geschoben werden. Die Kurbelwellenlager saßen in den Deckeln, die die Öffnungen verschlossen. Nachteile gegenüber geteilten Gehäusen waren ein schwieriger Guss und eine aufwendige Kurbelwellenmontage, die nicht automatisiert werden konnte.
Die Nockenwelle lag über der Kurbelwelle und wurde direkt über ein schräg verzahntes Stirnradpaar vom vorderen Kurbelwellenstumpf aus angetrieben.
Die Nockenwelle öffnete über kurze Gleitstößel die Ventile.

#### Zylinder
Die Zylinder aus Grauguss hatten abnehmbare Zylinderköpfe aus Leichtmetall und radial verlaufende Kühlrippen.

#### Vergaser
Durch zwei Amal-Vergaser M 76 und einen gemeinsamen Luftfilter auf dem Getriebegehäuse wurde die Luft angesaugt.

#### Zündung
Die Batteriezündung von Bosch arbeitete mit einem Unterbrecher, der in Fahrtrichtung vorne auf der Nockenwelle unter der Schutzhaube gemeinsam mit Zündspule und Verteiler angeordnet war.
Die Gleichstromlichtmaschine mit 6 Volt Spannung war über dem Motorgehäuse angeordnet. Für Behörden- und Militärkunden waren leistungsfähigere Lichtmaschinen verfügbar.
Die Zündung musste belastungs- und drehzahlabhängig mit einem Hebel an der linken Lenkerhälfte eingestellt werden.

### Antrieb

#### Getriebe
Die R 6 hatte ein fußgeschaltetes Getriebe mit Antriebswelle auf der rechten Seite des Hinterrades. Ein Handhebel an der rechten Seite des Getriebes zusätzlich zum Fußschalthebel wurde zum schnellen Auffinden des Leerlaufs empfohlen.
BMW bezeichnete die Kraftübertragung vom Getriebe zum Hinterrad als „Kardanwellenantrieb“, die Antriebswelle als „Kardanwelle“ und das Getriebegehäuse am Hinterrad als „Kardangehäuse“; technisch richtig war es lediglich ein Wellenantrieb ohne Gelenke.
Das Tunnelgehäuse des Getriebes war an das Motorgehäuse angeflanscht. Die Eingangswelle des 4-Gang-Getriebes wurde von der Einscheiben-Trockenkupplung im Schwungrad der Kurbelwelle angetrieben. Die Ausgangswelle trieb über eine Hardyscheibe in direkter Verlängerung die Antriebswelle an.
Der Kickstarter wurde rechtwinklig zur Fahrzeuglängsachse betätigt.

### Fahrwerk
Das Fahrwerk war ein geschweißter Doppelschleifenrahmen ohne Hinterradfederung.
Vorderrad, Hinterrad und gegebenenfalls Beiwagenrad mit Steckachsen waren austauschbar.
Die Sattelhöhe betrug 72 cm.

#### Vorderradführung
Das Vorderrad wurde von einer ölhydraulisch gedämpften Teleskopgabel geführt.

## Technische Daten
| Kenngröße             | Daten der R 6                |
| --------------------- | ---------------------------- |
| Bohrung               | 70 mm                        |
| Hub                   | 78 mm                        |
| Hubraum               | 594 cm³                      |
| Leistung              | 18 PS (13 kW) bei 4500 min−1 |
| Höchstgeschwindigkeit | 125 km/h                     |
| Leergewicht           | 175 kg                       |
| Tankinhalt            | 15 L                         |